# Fegersheim
 Fegersheim (en alsacià Fajersche) és un municipi francès, situat a la regió del Gran Est, al departament del Baix Rin. L'any 1999 tenia 4.553 habitants.
Forma part del cantó de Lingolsheim, del districte d'Estrasburg i de la Strasbourg Eurométropole.

## Demografia
| 1962  | 1968  | 1975  | 1982  | 1990  | 1999  |
| ----- | ----- | ----- | ----- | ----- | ----- |
| 2.153 | 2.350 | 2.900 | 3.646 | 3.953 | 4.553 |

## Administració
| Període | Identitat    | Partit |
| ------- | ------------ | ------ |
| 2001-   | René Lacogne |        |